# Церковь Сергия Радонежского (Новочеркасск)
Церковь Сергия Радонежского — православный храм в городе Новочеркасске Новочеркасского благочиния.

## История
На конференции трудового коллектива Новочеркасского завода синтетических продуктов 10 марта 1999 года было принято решение реконструкции незавершенного сооружения гражданской обороны на околозаводской территории в храм Русской Православной Церкви с расположением в подвальной его части противорадиационного укрытия. 3 июня этого же год был создан попечительского совет, а для курирования строительства храма назначен священник Евгений Валентинович Маштанов. 24 июня 1999 года по благословению архиепископа Ростовского и Новочеркасского Пантелеимона совершилась закладка памятного камня. По проекту главного архитектора Бориса Райченкова храм создавался пятиглавым, над его северным притвором — тридцатиметровая колокольня.
Уже во время строительства, с начала 2000 года, когда для этого стало пригодным помещение, в храме стали совершаться молебны. 11 января 2001 года состоялось освящение креста и купола колокольни, которое совершил благочинный Новочеркасского округа протоиерей Олег Добринский. 10 апреля этого же года освятили и разместили на колокольне колокола, а 17 апреля состоялся первый Пасхальный молебен. Освящение пяти куполов состоялось 21 августа 2001 года архиепископом Ростовским и Новочеркасским Пантелеимоном. Первым настоятелем храма 10 октября 2001 года был назначен иерей Георгий Жилин. Накануне пасхального богослужения 2002 года в церкви был установлен иконостас из литьевого камня с писаными иконами. На колокольне храма установлены семь колоколов.
В 2015 году в храме ещё велись расписные работы. Действуют воскресная школа, православный молодёжный клуб, кружки по рукоделию и церковному пению, работает библиотека. За приходом храма Сергия Радонежского закреплено духовное окормление госпиталя Российской армии в/ч 42303.
Адрес храма: 346416, Ростовская область, город Новочеркасск, Харьковское шоссе, 10а.

## Духовенство
- Настоятель храма — протоиерей Евгений Маштанов[6]